# Mini Scholten
Hermina Wilhelmina (Mini) Scholten (Enschede, 17 februari 1905 - aldaar, 9 april 1997) was een Nederlands schrijfster.

## Levensloop
Mini Scholten werd in Enschede geboren in een gezin van vijf kinderen. Haar vader, Julius Scholten was werkzaam in de Textielfabriek J.F. Scholten en Zonen. Haar moeder was Rebecca (Bep) Kayser, de dochter van een koopvaardijkapitein, later directeur van het telefoonbedrijf van Nijmegen. De schrijfster Anna Scholten was haar tante.

### Huwelijk
Op 24 juli 1926 trouwde de textielnazaat Mini Scholten met de eveneens uit een bekende Twentse textielfamilie stammende Nico ter Kuile. Het paar ging wonen op Huize De Boekel aan de Slaghekkeweg 18 in Lonneker, dat oorspronkelijk het buitenhuis van de familie Ter Kuile was. Ter Kuile-Scholten en haar man ontvingen er veel gasten en gaven er grote feesten.
In 1930 portretteerde Jan Sluijters hen in stijlvolle avondkledij. Momenteel is dit portret in het bezit van Rijksmuseum Twenthe. In de oorlog hielden ze in hun huis De Boekel Engelse piloten verborgen.

### Carrière
In 1951 publiceerde Ter Kuile-Scholten op 46-jarige leeftijd haar eerste roman Over mijn tuin en mijn nichtje Fleur. Na dit boek volgen nog aantal romans en verhalen, die zij via haar connecties bij bekende uitgeverijen kon publiceren. Voor haar boeken putte zij uit haar eigen leven en ervaringen. Zo besprak ze in haar debuut onder meer de planten en dieren in haar tuin en schreef zij Ach... Afrika. Verhalen over Congo en Madagascar (1955) nadat ze met haar man een reis naar Afrika had gemaakt. Ze deed ook vertaalwerk: in 1958 verscheen Het nachtlampje, een vertaling van La Mandarine van de Franse schrijfster Christine de Rivoyre.
Enschede en Twente spelen in het werk van Ter Kuile-Scholten een hoofdrol; andere thema's zijn de gegoede burgerij, textielfabrikanten, het familieleven en het daaruit voortvloeiende plichtsgevoel.
Ze maakte deel uit van diverse schrijversgroepen; samen met andere Overijsselse auteurs was ze lid van 'Die Kogge', een vereniging van Duitse, Nederlandse en Belgische dichters en schrijvers. Hoewel Scholten voornamelijk in Twente bekend was, werd ze in 1973 gevraagd als jurylid voor de landelijke Tollensprijs, die dat jaar werd toegekend aan Anton Koolhaas.

### Overlijden
Op 9 april 1997 overleed Mini Scholten op 92-jarige leeftijd.